# 닉 아덴하트
니컬러스 제임스 "닉" 아덴하트(영어: Nicholas James "Nick" Adenhart 애던하트[*], 1986년 8월 24일~2009년 4월 9일)는 미국의 야구 선수이다. 우완 선발 투수였던 그는 메이저 리그 베이스볼 (MLB) 팀인 로스앤젤레스 에인절스 오브 애너하임에서 두 시즌 만을 뛰었으며, 메이저 리그에서 통산 네 경기에 출전, 18이닝을 던져 1승 무패, 탈삼진 9개, 평균자책점 6.00을 기록했다.
고등학교 시절 아덴하트는 투수 유망주로 기대를 모았으나, 고등학교 마지막 경기에서 부상을 당해 토미 존 수술을 받았다. 2004년 메이저 리그 베이스볼 드래프트 14 라운드에서 에인절스의 지명을 받았으며, 수술을 성공적으로 마치고 마이너 리그 베이스볼에서 프로 선수 생활을 시작했다. 3년 간을 마이너 리그에서 보낸 뒤, 2008년 5월 1일, 메이저 리그에 데뷔했다. 그 해 세 경기에만 등판하고 다시 마이너 리그로 강등되었으나, 더욱 훈련을 거듭한 끝에 2009년 에인절스 선발 로테이션에서 자리를 얻었다.
2009년 시즌 첫 선발 등판을 해 호투를 펼친 바로 다음 날 새벽, 아덴하트는 음주운전 차량에 치여 사망하고 말았다. 아덴하트가 소속되었던 팀 에인절스와 트리플 A 팀인 솔트레이크 비스는 예정되었던 경기를 연기했다. 2009년 아메리칸 리그 서부 지구 우승을 한 팀 동료들은 아덴하트의 유니폼에 샴페인과 맥주를 붓는 세레모니를 펼치는 등 2009년 시즌 내내 많은 사람들의 추모가 이어졌다.

## 어린 시절
니컬러스 제임스 아덴하트는 메릴랜드주 실버스프링에서 재닛과 전직 미국 비밀검찰국 직원이었던 짐 아덴하트의 외아들로 태어났다. 그의 부모님은 이혼했으며, 이후 어머니 재닛은 드웨인 지저스와 재혼해 아들 헨리를 얻었다. 현재 헨리는 해리 D. 제이콥스 고등학교 투수이자 내야수로 뛰고 있다. 아덴하트는 하프웨이 리틀 리그의 게르 컨스트럭션에서 뛰었으며, 메릴랜드주 윌리엄스포트에 있는 스프링필드 중학교를 다녔다. 헤이거스타운 포니 리그에서 6년간 투수로 뛰었으며, 1999년 메릴랜드 지구 1에서 우승할 당시 구성원이었다.
중학교를 졸업하고 나서 아덴하트는 메릴랜드주 헤이거스타운에 있는 세인트 마리아 고레티 고등학교에 다녔고, 유격수와 외야수, 또 투수로도 뛰었다. 또한 고등학교 농구 팀의 가드로도 뛰었고, 팀이 볼티모어 가톨릭 리그에서 우승할 때 구성원이기도 했다. 아덴하트는 14세 때, 메릴랜드 주의 아마추어 선수로 구성되어 있고, 볼티모어 오리올스의 후원을 받는 오리올랜더스에 들어가 4년간 뛰었다. 16살 때인 2003년, 아덴하트는 유시스 메릴랜드 오리올스에서 투수로 뛰었는데, 그 해 소속팀은 올 아메리칸 아마추어 베이스볼 어소시에이션 토너먼트에서 우승했다.
아덴하트는 고등학교 2학년 때 윌리엄스포트 고등학교로 전학을 오고 나서 농구를 포기하고 야구를 택했으며, 특히 투수로만 뛰게 되었다. 베이스볼 아메리카에서 주니어 1순위 유망주로 뽑힌 뒤부터는 스카우터들이 그를 눈여겨보기 시작했다. 아덴하트는 고등학교 2학년 때 6승 무패와 1.04의 평균자책점의 기록으로 메릴랜드 주의 게토레이 올해의 선수상 수상자로 선정되었다. 플레이오프 8강전에서는 팀이 0-1로 패했지만, 아덴하트는 삼진 14개를 곁들여 노히트 피칭을 펼쳤다. 고등학교의 마지막 시즌에 접어들 즈음, 아덴하트는 베이스볼 아메리카가 선정하는 미국 고등학생 야구 1순위 유망주로 뽑혔다. 아덴하트는 3학년 들어 첫 출전한 경기에서 21명의 타자를 상대로 15개의 탈삼진을 잡아내면서 퍼펙트 게임을 기록했다. 고등학교에서의 마지막 시즌에서 그는 5승 1패와 0.73의 평균자책점을 기록했으며, 1이닝 당 평균 2.2개의 삼진을 잡아냈다. 아덴하트는 상위 픽이 될 것으로 기대를 모았지만, 그는 노스캐롤라이나 대학교에 진학해 노스캐롤라이나 타 힐 베이스볼 팀에서 뛰기 위해 협약서(National Letter of Intent)에 서명했다.

## 야구 경력
고등학교 마지막 경기에서 20여 명의 스카우터들이 지켜보는 가운데, 아덴하트는 그 날의 세 번째 타자에게 커브를 던지고 나서 팔꿈치가 뚝하고 끊어지는 듯한 느낌을 받았다. 그 부상으로 아덴하트는 갑작스럽게 시즌 아웃되었고, 팔꿈치 인대 부분 파열 부상으로 토미 존 수술 밖에는 방법이 없다는 진단을 받았다. 부상 전에만 해도 1 라운드 픽이 유력했었던 아덴하트는, 2004년 메이저 리그 베이스볼 드래프트 불과 2주전에 당한 부상으로 인해 평가가 급락해 버렸다. 아덴하트는 14 라운드 전체 413번째로 애너하임 에인절스에 드래프트되었다. 에인절스의 스카우터 댄 래드클리프와 스카우팅 디렉터 에디 베인의 설득으로, 아덴하트는 노스캐롤라이나 대학교의 장학금 제안을 거절하고, 2004년 7월 26일 71만 달러의 사이닝 보너스를 받고서 에인절스와 계약했다. 제임스 앤드루스 의사로부터 토미 존 수술을 받고 나서 다음 해인 2005년, 아덴하트는 애리조나주 템피에 있는 에인절스의 재활원에서 팔꿈치 재활에만 전념했다. 재활 중에 애리조나 주립 대학교에도 다녔다.

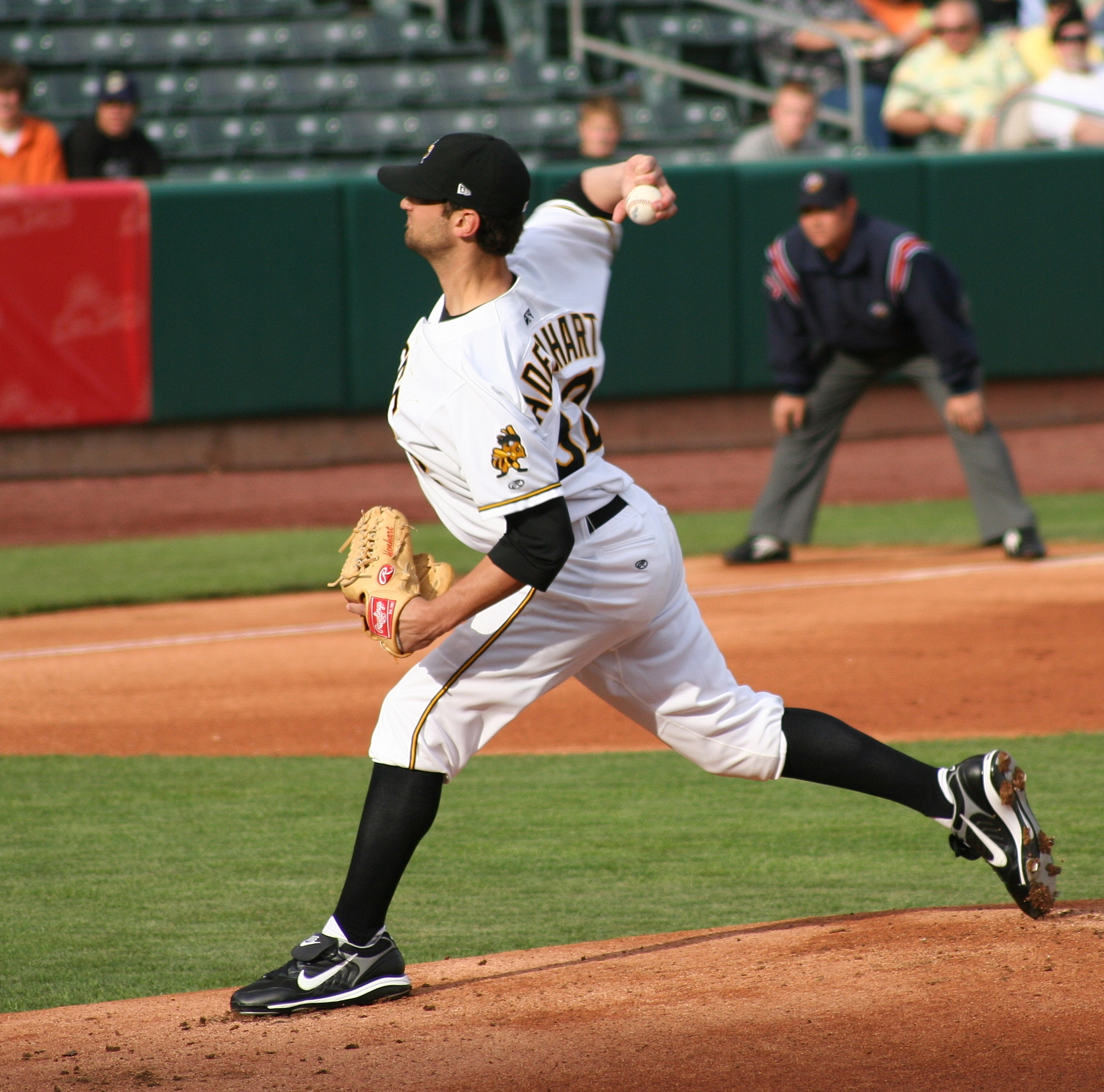
트리플 A 팀 솔트레이크 비스에서 뛸 당시의 모습 (2008년).

아덴하트는 2005년 6월 25일, 에인절스의 루키 리그 팜 팀인 파이오니아 리그의 오렘 아울스에서 프로 데뷔를 했다. 오렘 소속으로 한 경기만을 뛴 아덴하트는 그 경기에서 6이닝을 던지며 수비 실수로 인해 1점을 허용했으나, 7개의 탈삼진을 잡아내며 승리를 얻어냈다. 아덴하트는 여름에만 진행되는 애리조나 리그에서 나머지 2005년 시즌을 보냈다. 2005년 시즌, 아덴하트는 애리조나 리그에서 13경기에 출장해서 2승 3패, 3.68의 평균자책점, 그리고 52개의 탈삼진을 기록했다. 19살이 되는 다음 해 봄에, 아덴하트는 초청 선수 자격으로 그를 포함한 12명과 함께 에인절스의 빅 리그 캠프에 참가하게 되었다. 2006년 시즌이 시작될 즈음, 아덴하트는 베이스볼 아메리카가 선정한 전체 90위, 에인절스 내에서 6위의 유망주로 뽑혔다. 아덴하트는 스프링 트레이닝이 끝나고, 에인절스의 로우 싱글 A 팀인 시더래피즈 커널스로 배정받았다. 아덴하트는 커널스에서 좋은 투구 내용을 선보였는데, 16경기에 나서서 106이닝을 던지며 10승과 1.95의 평균자책점, 99개의 탈삼진을 기록했다. 좋은 활약을 보인 아덴하트는 2006년 6월 21일 개최된 올스타 퓨처스 게임에 출전 기회를 얻었으며, 얼마 지나지 않아서 하이 싱글 A 팀인 란초 쿠카몽가 퀘이크스로 승격되었다. 그는 퀘이크스에서도 좋은 투구를 펼쳤는데, 9번 선발 등판에서 5승 2패를 기록했다. 아덴하트는 동료이자 에인절스의 유망주이기도 한 브랜든 우드와 함께 2006년 8월에 열리는 2008년 하계 올림픽 야구 예선에 참가하는 미국 국가대표팀 명단에 포함되었다. 그는 8월 27일에 쿠바 아바나에서 열린 브라질 국가대표팀과의 아메리카 지역 예선 단 한 경기에 출전했다.
2007년, 아덴하트는 에인절스 내의 최상위의 유망주로 평가되었다. 베이스볼 아메리카는 아덴하트를 전체 34위의 유망주로 선정했으며, 에인절스 팀 내에서는 2위에 해당했다. 아덴하트는 2007년 시즌 더블 A 아칸소 트래블러스로 승격되어 시즌을 치러서, 26번 등판해 10승 8패, 3.65의 평균자책점을 기록했다. 다음 해, 아덴하트는 트리플 A의 솔트레이크 비스로 올라와서, 2008년 시즌의 대부분을 치렀다. 4월에, 아덴하트는 31 이닝을 던지며 4승 무패, 0.87의 평균자책점, 21 탈삼진을 기록했다. 좋은 활약으로 아덴하트는 에인절스의 메이저 리그 선수 명단에 들었고, 3일을 쉬고 나서인 5월 1일에 메이저 리그 데뷔가 결정되었다. 메이저 리그 유격수 메이서 이스투리스가 부상자 명단에 이름을 올려서, 그 공백을 메우기 위해 아덴하트가 메이저 리그에 승격되었다.

나는 콜업을 받았고 내 꿈을 실현시키고 있었다. 나는 모든 경기에서 한 점도 내주지 않고 언제나 무실점으로 틀어 막으면서 모든 선수들을 이겨야 한다는 생각이 들었다. 스스로에게 부담을 준 셈이다. 그 것으로도 충분했다. 난 지금 즐기고 있을 뿐이다.

,  padding:8px;
아덴하트는 오클랜드 애슬레틱스를 상대로 에인절 스타디움 오브 애너하임에서 치르는 홈경기에서 선발 투수로 데뷔했다. 당시에 아덴하트는 메이저 리그 25인 선수 명단에 든 선수 중 가장 어린 선수였다. 데뷔 첫 등판에서 아덴하트는 2이닝 동안 5실점하며 5볼넷을 내줬고, 승패를 기록하지 못했으며, 팀은 8-15로 패했다. 아덴하트는 첫 등판에 실망하는 모습을 보였고, 그는 다음과 같이 말했다. "먼저 내가 팀을 실망시켰다. 모든 선수는 경기에 나가 그의 동료와 감독, 그리고 코치들에게 언제나 자신의 능력을 증명하고 싶을 것이다. 나는 나에게조차 실망 그 자체였다." 두 번째 선발 등판은 캔자스시티 로열스를 상대로 한 경기였으며, 아덴하트는 다시 승패를 기록하지 못했고, 4⅓이닝 동안 3실점, 3탈삼진을 기록했으며, 팀은 5-3으로 승리했다. 두 번째 선발 등판에 대한 반응은 더 긍정적이었는데, 감독 마이크 소시아는 다음과 같이 말했다. "(이 날 투구는) 확실히 제대로 된 스타트였다." 아덴하트는 2008년 5월 12일 시카고 화이트삭스를 상대로 한 홈경기에서, 5⅔이닝을 던지며 4실점을 했지만, 팀이 10-7로 승리하며 메이저 리그 첫 승을 기록했다. 화이트삭스를 상대로 승리한 이후, 아덴하트는 다시 솔트레이크 비스로 내려갔다. 아덴하트는 솔트레이크에서 남은 시즌을 모두 치렀으며, 26경기에서 9승 13패, 5.76의 평균자책점을 기록했다.
2009년 시즌에 들어서면서, 베이스볼 아메리카는 아덴하트가 이전 세 시즌에서 해마다 158이닝을 던졌던 것을 이유로 들며 그를 에인절스 내의 최고의 유망주로, 전체에서는 탑 100 유망주에서 68위로 평가했다. 아덴하트는 스프링 트레이닝에서의 활약으로 에인절스 선발 로테이션의 한 축을 담당하게 되었다. 아덴하트는 스프링 트레이닝에서 6번 선발 등판해서, 26 이닝을 던지며 3승 무패, 3.12의 평균자책점, 18 탈삼진을 기록한 반면, 9실점과 5볼넷 밖에 내주지 않았다. 아덴하트는 2009년 시즌을 시작하면서 에인절스의 3선발로 자리 매김하게 되었다. 2009년 4월 8일 시즌 첫 등판을 했으며, 아덴하트는 오클랜드 애슬레틱스를 상대로 한 홈경기에서 선발로 나서 승패를 기록하지는 못했지만, 6이닝 동안 7피안타 5탈삼진, 3볼넷 무실점으로 좋은 투구를 펼쳤다.

## 죽음
2009년 4월 9일 새벽, 아덴하트는 캘리포니아주 풀러턴에서 교통 사고를 당했는데, 당시는 선발 투수로 나섰던 전날 밤 경기가 끝난지 1시간이 지났을 즈음이었다. 경찰은 토요타 시에나 미니밴이 빨간 신호를 무시하고 달려 아덴하트가 타고 있던 회색 미쓰비시 이클립스를 옆으로 들이받아, 이클립스가 전신주를 들이받았다고 발표했다. 피해 차량의 운전자였던 코트니 스튜어트와 탑승자 헨리 피어슨은 그 자리에서 사망했다. 역시 그 차에 타고 있던 아덴하트와 존 윌하이트는 캘리포니아 대학교 어바인 메디컬 센터로 급송되었다. 그러나 아덴하트는 응급 치료 도중 사망했고, 윌하이트는 생존했으나, 두개골과 척추가 분리되는 상해를 입어 사고 6일 후에 두개골과 척추를 연결하는 5시간의 대수술을 받았다.
미니밴 운전자 앤드루 토머스 갈로는 사고 당시 그 자리에서 도보로 도망쳤으나, 30분만에 체포되었다. 2009년 5월 27일, 갈로는 세 건의 살인, 뺑소니, 음주 운전 등의 혐의로 캘리포니아주 오렌지 카운티 대배심에 기소되었다. 사고 2시간 후 측정한 혈중 알코올 농도는 0.19 퍼센트로 측정되어 면허 정지 상태에서 운전한 것으로 밝혀졌다. 2009년 6월 8일, 갈로는 기소사실인부절차에서 무죄라고 항변했다. 2주 후인 2010년 9월 소배심이 열려, 갈로는 음주운전 중 중상해를 입힌 두 건의 혐의, 뺑소니를 낸 혐의 등 모두 세 건의 혐의로, 제2급 살인죄를 적용받아 유죄를 선고받았다. 갈로는 이전에도 음주 운전 경력이 있어 음주 운전 근절 교육을 받았었으나, 재범했기 때문에 우발적인 교통 사고에 적용되는 3급 살인이 아니라 한 단계 더 높은 2급 살인죄를 적용받았다. 판사 재판에서 갈로는 면허 정지 상태에서 운전한 혐의로 유죄가 선고되었다. 2010년 12월 22일, 갈로는 징역 51년 형을 선고받았다.

## 추모

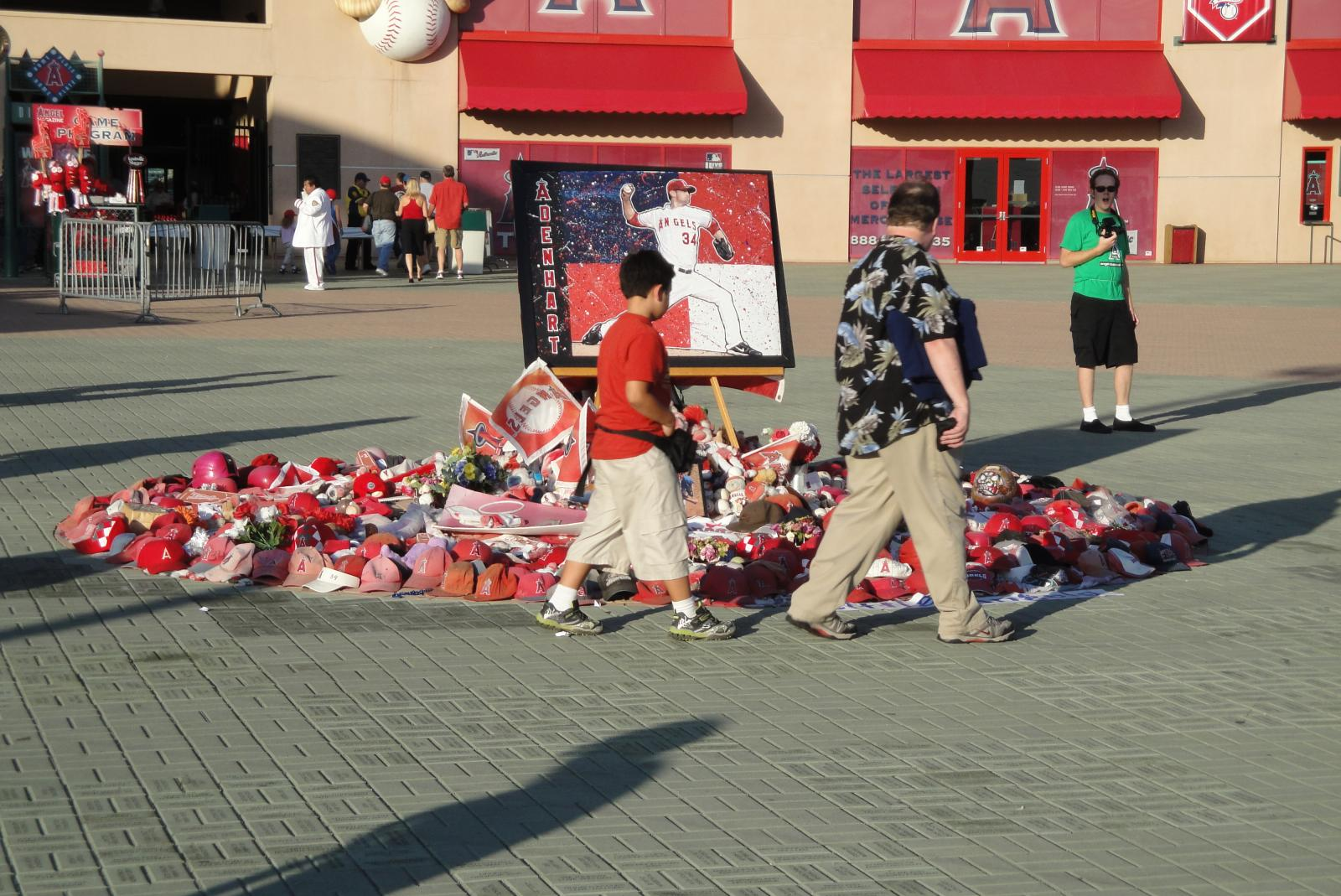
에인절 스타디움 홈플레이트 쪽 입구에 임시로 만들어진 추모 장소.

아덴하트의 유족들은 아덴하트의 죽음에 대해 다음과 같이 애도했다.
저희 가족은 에인절스 구단이 베풀어준 모든 도움과 호의에 진심 어린 감사를 보냅니다. 닉은 그가 꿈꿔온 대로 살았고 따뜻하고 상냥하며 인정있는 사람들이 있는 구단의 일원이 되는 축복을 받았습니다. 에인절스는 닉의 또 하나의 가족이었습니다. 닉의 선수 생활 동안 계셨던 닉의 헌신적인 지지자들과 팬 분들께 감사드립니다. 닉은 항상 모두의 가슴 속에 영원히 살아 있을 것입니다.

에인절스의 단장 토니 레아긴즈 또한 다음과 같이 애도했다.
우리 에인절스 식구들은 오늘 훌륭한 선수를 잃었습니다. 우리는 이 비극적인 소식에 깊은 슬픔에 잠겼고 큰 충격을 받았습니다. 우리는 닉의 가족, 친구, 사랑하는 사람, 그리고 팬들에게 심심한 위로를 표합니다.

에인절스는 아덴하트의 사망 직후인 다음 날 애슬레틱스와의 경기를 연기했다. 남은 2009년 시즌 내내 숫자 34 검은 색 패치가 에인절스 유니폼의 가슴 위에 붙여졌으며, 에인절 스타디움 오브 애너하임 클럽하우스에 있는 아덴하트의 락커를 홈은 물론 원정에서도 남겨두어 아덴하트를 추모했다. 또한 경기 중에 덕아웃에 아덴하트의 유니폼을 걸어 놓았다. 아덴하트의 이름과 번호와 함께 흑백 사진이 에인절 스타디움의 외야 가운데 담장에 붙여졌다. 에인절 스타디움 홈플레이트 쪽 입구에 아덴하트를 추모하기 위한 임시 장소가 만들어졌다. 그 임시 장소는 2009년 12월 해체될 때까지 에인절스의 직원들이 계속 지켰다. 그러나 에인절스 구단은, 아덴하트를 위한 추모비를 세우지는 않았다.
에인절스의 트리플 A 팀인 솔트레이크 비스도 4월 9일날 치를 예정이었던 리노 에이시스를 상대로 한 경기를 연기했다. 또한 아덴하트가 비스에서 달았던 유니폼 번호 32번 패치를 시즌 내내 달았다. 비스의 덕아웃 앞 잔디에는 32번이 새겨졌다.
2009년 9월 28일, 에인절스는 아메리칸 리그 서부 지구에서의 우승을 축하하는 자리에서, 아덴하트의 유니폼에 샴페인과 맥주를 부었고, 아덴하트의 사진이 있는 외야 담장 앞에 모여서 팀 단체 사진을 찍었다. 비록 아덴하트의 죽음이 술과 관련되어 있으므로, 술로 에인절스의 지구 우승과 아덴하트의 죽음을 기리는 것은 어울리지 않다는 주장도 있었으나, 유족들은 팀원들의 행동을 반대하지 않았다. 아덴하트의 아버지 짐은 "그것이 야구다. 닉이 만약 그 자리에 있었다면, 그도 같이 선수들과 술을 마셨을 것이다."라 말하며 논란을 잠식시켰다. 에인절스의 선수들은 투표를 거쳐, 2009년 플레이오프 상금 138,038.57 달러 전액을 아덴하트의 유족들에게 기부하였다. 또, 에인절스의 감독 마이크 소시아는 자신이 받은 2009년 아메리칸 리그 올해의 감독상을 아덴하트에게 헌정했다.
에인절스 구단은 정규 시즌 동안 뛰어난 성적을 거둔 소속팀 투수에게 수여하는 '닉 아덴하트 올해의 투수상'을 만들었다. 에인절스 구단의 요청으로, 조각가 해리 웨버가 아덴하트의 동상을 만들었는데, 이 동상은 이후 에인절 스타디움에 전시될 예정이다. 또, 작은 크기의 동상은 닉 아덴하트 상을 받게 될 선수에게 함께 수여된다. 2009년, 아덴하트와는 절친한 사이였던 동료 투수 제러드 위버가 닉 아덴하트 상의 첫 수상자가 되었다.

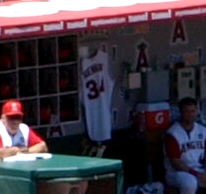
경기 중에도 에인절스의 덕아웃에 걸어져 있는 아덴하트의 유니폼.

한편 아덴하트의 가족은 닉 아덴하트 추모 기금을 만들어, 어린이 야구 단체들에 재정적인 지원을 주고자 하였다. 추모 기금은 첫 지원으로, 메릴랜드주 하프웨이 리틀 리그에 5,000 달러를 전달했다. 재단의 재정적 지원을 위해서 닉 아덴하트 5K 런 앤드 워크와 닉 아덴하트 야구 캠프가 연례 행사로 개최되고 있다.
2010년 6월 20일, 에인절스의 싱글 A 팀인 시더래피즈 커널스에서는 아덴하트의 번호 21번을 영구 결번시켰다. 또, 커널스 팀과 커널스 재단, 그리고 아덴하트의 유족들은 매년 1,000 달러를 지원하는 추모 장학금을 만들었다. 2005년에 아덴하트가 잠시 뛰었던 오렘 아울스 선수단은 아덴하트의 사진이 스크린 인쇄되고, 번호 34번이 찍힌 특별 제작 유니폼을 입었다. 그리고 아덴하트가 어린 시절 뛰었던 메릴랜드주 하프웨이의 리틀 리그 필드는 '니컬러스 제임스 아덴하트 메모리얼 필드'라는 이름으로 바뀌어 아덴하트에게 헌정되었다. 메릴랜드주 헤이거스타운에 있는 마이너 리그 팀 헤이거스타운 선스는 닉 아덴하트 추모 기금 조성을 위한 모금 행사를 개최했고, 홈 구장인 시민 구장의 명예의 벽에 아덴하트의 이름을 새겼다. 닉 아덴하트와 함께 사고로 사망한 윌하이트의 고향이기도 한 캘리포니아주 맨해튼비치에서는 사고의 피해자들인 아덴하트, 피어슨, 스튜어트, 그리고 윌하이트를 추모하기 위해서 마린 애비뉴 파크에 추모비를 세웠다.
에인절스의 투수 제러드 위버는 자신이 선발 등판할 때마다 매 번 마운드 뒤 쪽 흙 위에 아덴하트의 이니셜인 'NA'를 새기고서 마운드에 오른다. 아덴하트의 마지막 경기에서 포수를 봐줬던 마이크 나폴리는 텍사스 레인저스로 이적한 후에도 매 경기 전에 필드의 중앙에 나가서, 아덴하트를 잊지 않기 위해 워닝 트랙 흙 위에 그의 이름을 적는다.
아덴하트는 메릴랜드주 윌리엄스포트에 있는 그린론 묘지 예배당에 묻혔는데, 길 건너에는 아덴하트가 다니며 야구를 했었던 스프링필드 중학교가 있다.

## 연도별 성적
| 연도       | 소속       | 등판 | 선발 | 완투 | 완봉 | 승 | 패 | 세이브 | 홀드 | 승률  | 상대 타자 | 이닝 | 피안타 | 피홈런 | 볼넷 | 사구 | 탈삼진 | 폭투 | 보크 | 실점 | 자책점 | 평균 자책점 | WHIP |
| ---------- | ---------- | ---- | ---- | ---- | ---- | -- | -- | ------ | ---- | ----- | --------- | ---- | ------ | ------ | ---- | ---- | ------ | ---- | ---- | ---- | ------ | ----------- | ---- |
| 2008년     | LAA        | 3    | 3    | 0    | 0    | 1  | 0  | 0      | 0    | 1.000 | 63        | 12   | 18     | 0      | 13   | 0    | 4      | 2    | 0    | 12   | 12     | 9.00        | 2.58 |
| 2009년     | LAA        | 1    | 1    | 0    | 0    | 0  | 0  | 0      | 0    | ----  | 27        | 6    | 7      | 0      | 3    | 0    | 5      | 1    | 0    | 0    | 0      | 0.00        | 1.67 |
| 통산 : 2년 | 통산 : 2년 | 4    | 4    | 0    | 0    | 1  | 0  | 0      | 0    | 1.000 | 90        | 18   | 25     | 0      | 16   | 0    | 9      | 3    | 0    | 12   | 12     | 6.00        | 2.28 |